# ビロン・フォン・クールラント家

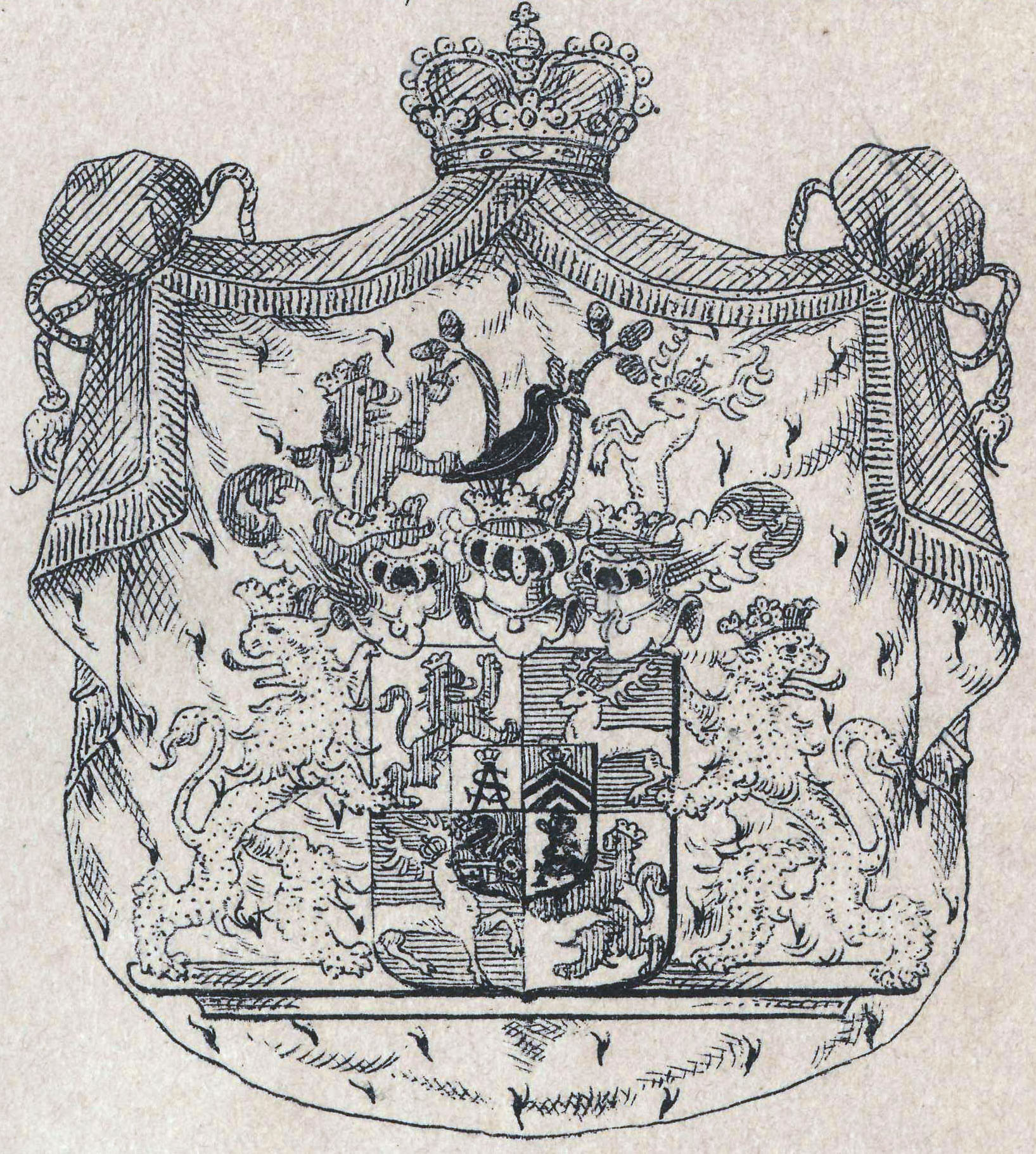
クールラント公爵家の紋章

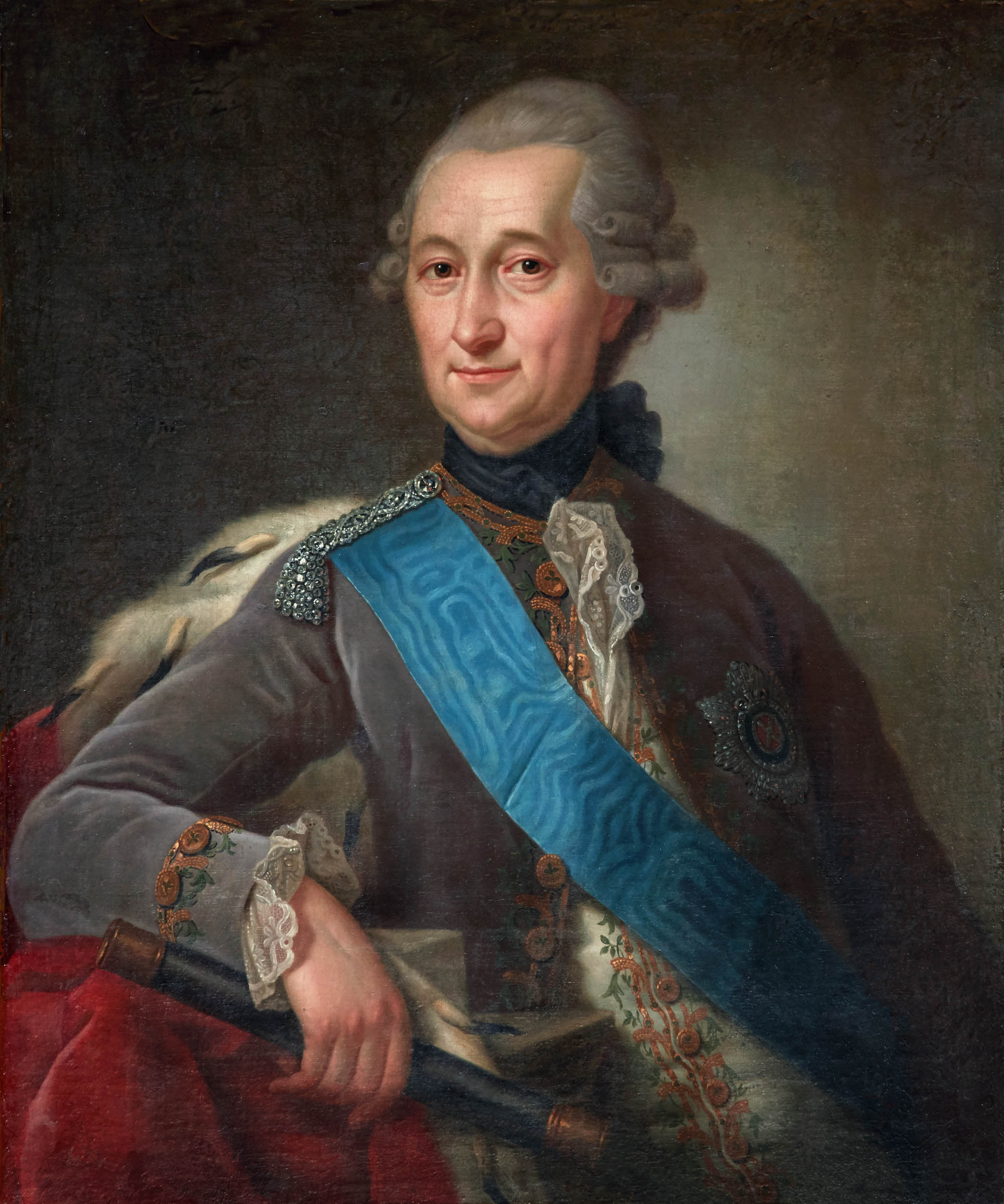
最後のクールラント公ペーター・フォン・ビロン。1795年にクールラントの主権をロシア帝国に委譲し、シレジアに引退した。

ビロン・フォン・クールラント家（Haus Biron von Curland）は、バルト・ドイツ人貴族の家系。18世紀にクールラント・ゼムガレン公国の統治者を出して上級貴族に列した。

## 歴史
ビロン家の先祖はビューレン（Bühren）という姓を名乗っており、1564年にドイツ・ヴェストファーレン地方からクールラント（現在のラトビア南西部）に移住してきた。ビューレン家はカルンツェーム（Kalnzeem）という村に所領を有し、1638年にはポーランド王ヴワディスワフ4世の計らいで貴族に列せられ、以後はフォン・ビューレン（von Bühren）と名乗る様になった。カール・フォン・ビューレン（1653年 - 1735年）の次男として生まれたエルンスト・ヨハン・フォン・ビロンが、姓をフォン・ビューレンからフォン・ビロン（von Biron）へと変えることになる。
エルンスト・ヨハンはクールラント公フリードリヒ・ヴィルヘルムの未亡人アンナ・イヴァノヴナの寵臣となり、アンナが1730年にロシア帝国の女帝に即位すると同時にロシアの伯爵位を与えられた。また同じ年に神聖ローマ帝国の帝国伯（Reichsgraf）にも叙せられている。エルンスト・ヨハンは女帝の侍従長として、アンナの治世にはロシア宮廷で最も権勢を誇る人物の1人であった。
1737年、ケトラー家最後のクールラント公フェルディナントが死ぬと、アンナ女帝はエルンスト・ヨハンをクールラントの新しい統治者に選ばせた。しかし1741年、エルンスト・ヨハンは女帝エリザヴェータ・ペトロヴナの即位に伴って失脚し、シベリアに追放された。彼のシベリア抑留中、クールラントでは一時的に宗主であるポーランド王アウグスト3世の息子カール・フォン・ザクセンが公爵位に就いていたが、エルンスト・ヨハンは1763年にロシアで復権するとともに公爵位を取り戻した。
ビロン家は1795年にクールラント公爵領がロシア帝国に併合されるまで同国の統治者の地位を保った。クールラントを去った後のビロン家は、プロイセン王国領シュレージエン地方のザーガン公爵領やグロース・ヴァルテンベルク（現在のポーランド領ドルヌィ・シロンスク県シツフ）の領主となり、プリンツ・ビロン・フォン・クールラント（Prinz Biron von Curland）の称号と諸侯家の殿下（Durchlaucht）の敬称を持つプロイセンの上級貴族家門の一員に加えられた。
ドイツ帝国を経て、第二次世界大戦後の1945年に旧プロイセンの領地がポーランドに併合されたのに伴い、現在ビロン家の子孫はドイツに移り住んでいる。

## 主な人物
- エルンスト・ヨハン・フォン・ビロン（1690年 - 1772年） - 帝国伯、クールラント公爵（在位1737年 - 1741年、1763年 - 1772年）
- ペーター・フォン・ビロン（1724年 - 1800年） - クールラント公爵（在位1772年 - 1795年）、ザーガン公爵（1786年 - 1800年）
- ヴィルヘルミーネ・フォン・ビロン（1781年 - 1839年） - ザーガン公爵夫人（1800年 - 1839年）
- パウリーネ・フォン・ビロン（1782年 - 1845年） - ザーガン公爵夫人（1839年 - 1845年）、ホーエンツォレルン＝ヘヒンゲン侯フリードリヒの妻
- ドロテア・フォン・ビロン（1793年 - 1862年） - ザーガン公爵夫人（1845年 - 1863年）、タレーラン公爵およびディーノ公爵エドモンの妻